# Hajdúböszörmény TE
El Hajdúböszörmény TE es un club de fútbol de Hungría con sede en la ciudad de Hajdúböszörmény. Fue fundado en 1919 y actualmente juega en la Megye I, cuarta división en el fútbol húngaro.

## Historia
Logró la promoción a la Nemzeti Bajnokság II en la temporada 2009/10 de la mano del técnico Károly Németh. En el verano de 2010 contratan como técnico al exfutbolista serbio Igor Bogdanović tras no renovar el contrato a Károly Németh. En la temporada 2010/11 finalizó 14° con lo cual habría descendido pero por cuestiones de reestructuración de la liga húngara permaneció en la Nemzeti Bajnokság II.

## Uniforme
- Uniforme titular: Camiseta, pantalón y medias azules.
- Uniforme alternativo: Camiseta, pantalón y medias blancas.